# Media Player Classic
Der Media Player Classic (MPC) ist eine kompakte Mediaplayer-Software für Windows. Die klassische, bewusst nicht durch Skins zu verändernde Oberfläche dieser Anwendung ist an die ältere Version 6.4 des Windows Media Players angelehnt. Dennoch ist der MPC ein komplett neu geschriebenes Programm, welches alle üblichen Optionen und Leistungsmerkmale eines modernen Medienspielers aufweist.

## Geschichte und Lizenz
Media Player Classic wurde von einem Programmierer namens Gabest entwickelt. Das Programm ist freie Software und wurde unter der GNU General Public License (GPL) veröffentlicht. Zunächst wurde es als konventionelle Closed-Source-Anwendung entwickelt, später aber machte der Entwickler es zu einem Open-Source-Projekt namens guliverkli. Der Name guliverkli stammte ursprünglich aus der ungarischen Zeichentrickserie Adolars phantastische Abenteuer.
Auf der SourceForge-Projektseite gibt es eine große Anzahl an zusätzlichen Codecs und Plug-ins, damit auch proprietäre Formate wie beispielsweise RealMedia oder QuickTime unterstützt werden.
Der originale Media Player Classic wird seit Frühjahr 2006 aus Zeitgründen nicht mehr weiterentwickelt, die letzte offizielle Version ist 6.4.9. Sie ist als Beta-Version gekennzeichnet, faktisch ist das Projekt aber inaktiv.
Daraufhin wurden innerhalb des neu gegründeten Projekts Guliverkli2 unter der Versionsnummer 6.4.9.1 Fehler beseitigt, Sicherheitslücken geschlossen sowie neue Bibliotheken verwendet. Dieses Projekt ist inzwischen ebenfalls als inaktiv gekennzeichnet.

### Media Player Classic – Home Cinema
Der Media Player Classic – Home Cinema (MPC-HC) basiert auf der Version 6.4.9 des Media Player Classic. Zur Beseitigungen von Fehlern und dem Schließen von Sicherheitslücken wurden auch neue Funktionen wie Hardwarebeschleunigung über DirectX Video Acceleration (DXVA) integriert; auch 64-Bit-Versionen sind verfügbar. Durch die steigende Fehlerbereinigung und Funktionserweiterung ist der MPC-HC auch als DVB-Player nutzbar.
Mit Erscheinen der Version 1.7.13 am 16. Juli 2017, wurde bekanntgegeben, dass das Projekt aufgrund fehlender Entwickler mit C/C++-Kenntnissen eingestellt wird. Der letzte Commit auf GitHub war am 27. August 2017.
Anfang 2018 wurde ein Fork von Version 1.7.13 erstellt. Seitdem werden nun durch einen Entwickler die internen Bibliotheken aktualisiert, Fehler und Sicherheitslücken beseitigt und kleinere Verbesserungen eingebaut. Da die offizielle Website nicht gepflegt werden kann, wird man nur über die GitHub-Seite dieses Forks auf dem neusten Stand gehalten.
Die aktuelle Version 2.3.8 mit der Unterstützung von CUE-Sheets stammt vom 27. November 2024.

### Media Player Classic – Black Edition

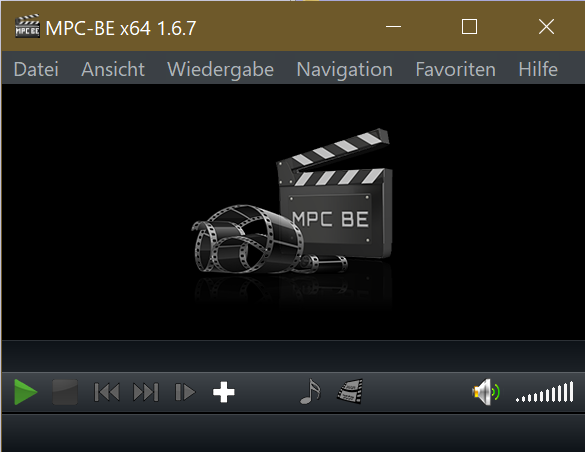
MPC-BE 1.6.7 (2023-05)

Der Media Player Classic – Black Edition (MPC-BE) ist ein seit Herbst 2012 existierender MPC-Fork, der auf MPC und MPC-HC  basiert. Er ist ebenfalls Open Source und steht wie alle genannten Schöpfungen auf SourceForge bereit. Wie der Name andeutet, startet diese MPC-Variante mit einer anthrazit-schwarzen Benutzeroberfläche. Im Gegensatz zu den meisten anderen Mediaplayern verfügt die Black Edition genau wie der MPC-HC u. a. über eine Vorschau in der Navigationsleiste/Zeitleiste (ähnlich wie in YouTube), sofern dies in den Einstellungen aktiviert wird.
Dieser Player steht wiederum als 32- und 64-Bit-Version zur Verfügung. Hardwarebeschleunigung über DirectX Video Acceleration ist wie beim MPC-HC integriert. Aktuell ist die Version 1.7.0 vom 7. April 2024.
Auch sämtliche nicht stabilen Entwicklungen werden bereitgestellt. So erhält der Nutzer auf SourceForge standardmäßig den Link für eine Installationsdatei, welche aus der letzten Revision (mit SVN-Nummer) erzeugt wurde.
Die aktuelle Version 1.8.1 ist vom 7. November 2024.

## Besonderheiten
Die Media Player Classic-Varianten können VCDs, SVCDs und DVDs ohne Installation zusätzlicher Software oder Codecs abspielen. Ebenfalls sind Codecs für MPEG-2-Video mit Unterstützung für Untertitel und Codecs für LPCM-, MP2-, AC3- und DTS-Audio eingebaut. Darüber hinaus ist ein verbesserter MPEG-Splitter enthalten, der Untertitel auf SVCDs unterstützt und direkte Wiedergabe von VCDs und SVCDs mit Hilfe seines VCD/SVCD/XCD-Readers ermöglicht. Die MPC enthalten ebenso eine Screenshotfunktion, die auch in der Lage ist, Screenshots mit Untertiteln anzufertigen. Insgesamt lassen sich fast alle bekannten Medienformate mit dem MPC abspielen, z. B. auch unvollständige oder bruchstückhafte AVI-Dateien.

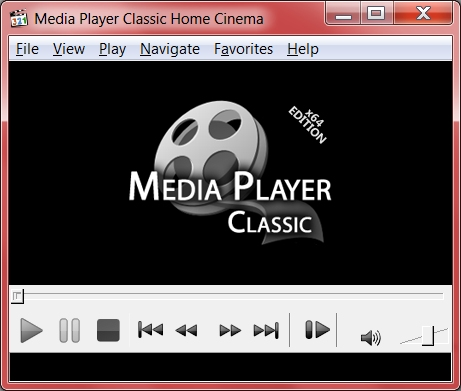
MPC-HC 64bit mit Toolbar Glossy

 Als zusätzliche Besonderheit der beiden Weiterentwicklungen (MPC-HC und MPC-BE) lassen diese sich über den Austausch der Toolbar-Images gegen alternative Buttongrafiken in eingeschränktem Rahmen inzwischen individualisieren und sind nicht mehr auf die vordefinierten Grafiken angewiesen. Das ist teilweise auch in unterschiedlichen Größen möglich. Die Grundintention, keinen verspielten Medienplayer zu erschaffen, wird allerdings weiterverfolgt. So bleiben Rahmen und Auftreten der MPC-HC und MPC-BE durch das jeweilige Windows-Thema bestimmt.
Durch die Unterstützung von DXVA ist es mittels GPU-Beschleunigung möglich, Videos über den Grafikprozessor wiederzugeben, was den Hauptprozessor bei hohen Bildauflösungen (HD Video) deutlich entlastet. Auf diese Weise können auch betagtere Systeme entsprechende Videoquellen verwenden, was einen Teil der Beliebtheit erklärt.